# Pape Alioune Diouf
Pape Alioune Diouf est un footballeur sénégalais, né le 22 juin 1989 à Dakar. Il évolue au poste d'attaquant à Oskarshamns AIK.

## Palmarès
- PFC Litex Lovetch
  - Champion de Bulgarie en 2010-11